# Georges Seurat

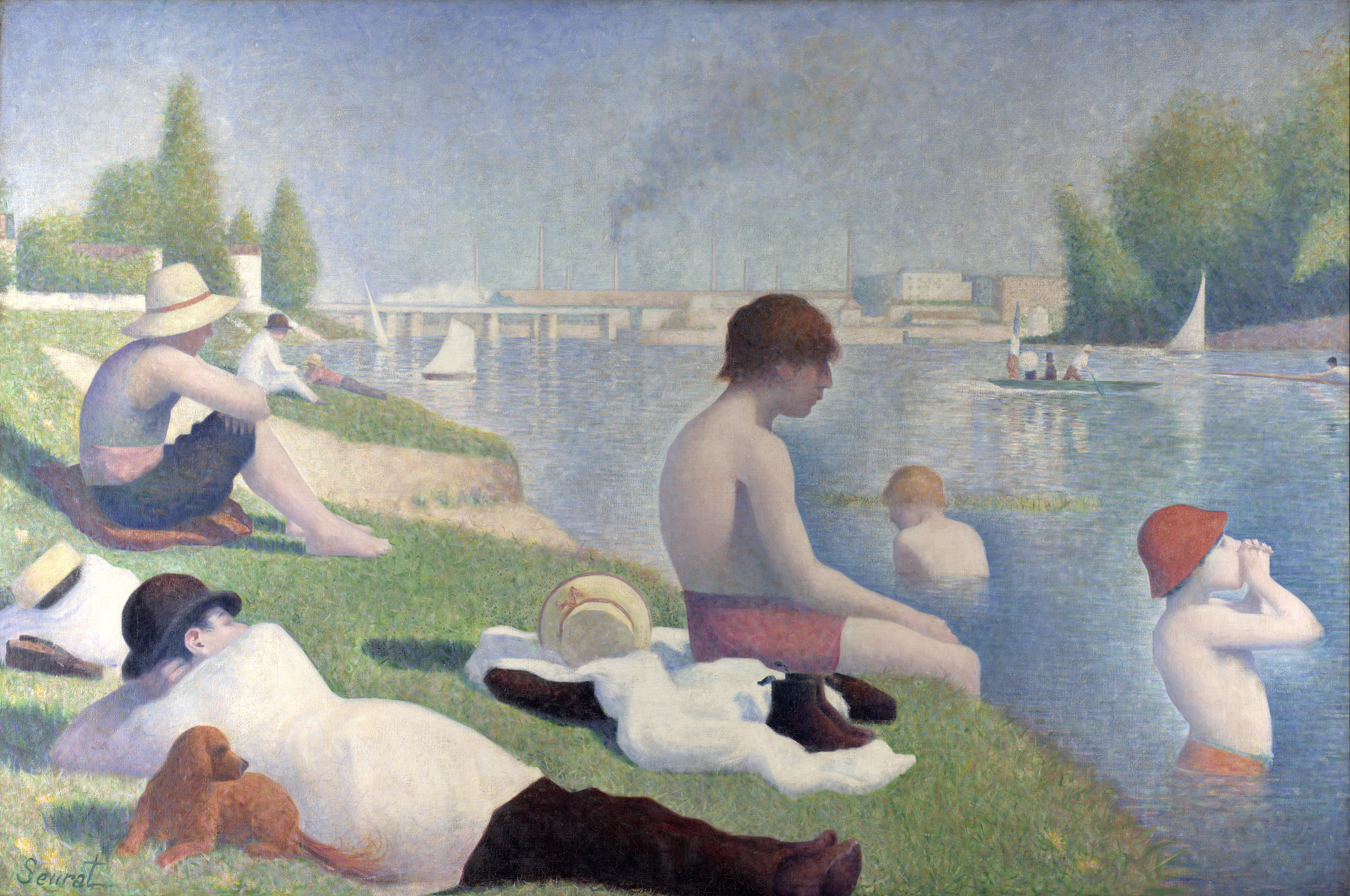
Une baignade à Asnières, 1884, National Gallery, Londen

Dimanche d'été à la Grande Jatte, 1886, Art Institute of Chicago

Georges-Pierre Seurat (Parijs, 2 december 1859 – aldaar, 29 maart 1891) was een Frans kunstschilder en tekenaar. Het werk van Georges Seurat behoort tot het pointillisme, een schilderstijl binnen het impressionisme (zie ook de lijst van Europese kunststromingen). Hij was samen met Paul Signac de grondlegger van het 19e-eeuwse neo-impressionisme.

## Biografie
Hij studeerde aan de École des Beaux Arts in 1878 en 1879. Zijn leermeester was een volgeling van Jean Auguste Dominique Ingres. De jonge Seurat werd sterk beïnvloed door Rembrandt en Francisco Goya.
Hij verliet de École des Beaux-Arts in 1879 om in militaire dienst te gaan in Brest. Daar tekende hij scènes van de stranden en de zee. Een jaar later keerde hij terug naar Parijs en studeerde bij Henri Lehmann (1814-1881). Zijn stijl was echter onconventioneel en spoedig verliet hij de school. In die tijd deelde Seurat een studio met Edmond-François Aman-Jean. Een aantal van zijn werken gebruikt de oevers van de Seine als decor, bij het eiland van La Grande Jatte, een twee kilometer lang, smal eiland in de Seine, in Neuilly-sur-Seine, een voorstad van Parijs.
Seurat ontwikkelde een nieuwe schildertechniek door rigoureuze toepassing van de kleurenleer van de scheikundige Eugène Chevreul. Zijn techniek van de weergave van licht door gebruik te maken van kleine penseelstreken met contrasterende kleuren werd bekend als divisionisme (kleurdeling). Een minder juiste benaming is pointillisme, omdat dit meer duidt op de techniek van het opbrengen. Zijn theorie dat de kleine stippen zich van enige afstand bezien in het oog van de toeschouwer vermengen, toetste hij voor het eerst in het grote doek La baignade à Asnières (1883-1884; National Gallery, Londen), waarbij de kleuren zelf nog wel gemengd waren.
In volgende werken, onder meer het grote doek Dimanche d'été à la Grande Jatte (1886; Art Institute of Chicago in Chicago) plaatste hij onvermengde kleuren naast elkaar, een werkwijze die kenmerkend is voor het neo-impressionisme, waarvan hij een markant vertegenwoordiger is.
Seurat schilderde behalve een aantal grote stukken vooral landschappen, enkele genrestukken en portretten. Zijn vormgeving is evenwichtig, strak en geometrisch van opbouw. Niet alleen in technisch opzicht maar ook naar de sfeer onderscheidt de stijl van Seurat zich van het impressionisme onder andere doordat hij al spoedig geen aandacht meer schonk aan het natuurlijke licht maar de meeste van zijn grote werken in zijn atelier vervaardigde.
In zijn latere werk op groot formaat concentreerde hij zich vooral op het weergeven van beweging, bijvoorbeeld in Le chahut (1889-1890; Kröller-Müller Museum in Otterlo) en Le cirque (1891; onvoltooid; Musée d'Orsay in Parijs).

## Schilderijen
- La baignade à Asnières, 1883-1884
- De Seine bij Courbevoie, 1884, Olieverf op doek, 15,5 × 24,5 cm
- Dimanche d'été à la Grande Jatte, 1886, 207,6 × 308 cm
- Zingende vrouw in een café, 1887, Krijt, 29,5 × 22,5 cm
- De Parade van Seurat, 1889
- Le chahut, 1889-1890
- Une Baignade, Asnières, 201 × 300 cm
- The Eiffel Tower
- Corner of the Harbor of Honfleur
- The Chanel at Gravelines
- Boats, Low Tide
- Le cirque, 1891 (onvoltooid)
- The English Channel at Grandcamp
- Young Woman Powdering Herself
- Port-en-Bessin
- Models
- Les Pêcheurs à la ligne

## Werk in openbare collecties (selectie)
- Fine Arts Museums of San Francisco
- Kröller-Müller Museum, Otterlo
- Metropolitan Museum of Art, New York
- Museum of Modern Art, New York
- National Gallery, Londen
- National Gallery of Art, Washington D.C.

## Tentoonstellingen (selectie)
- 2014 - Seurat, meester van het pointillisme, Kröller-Müller Museum, Otterlo

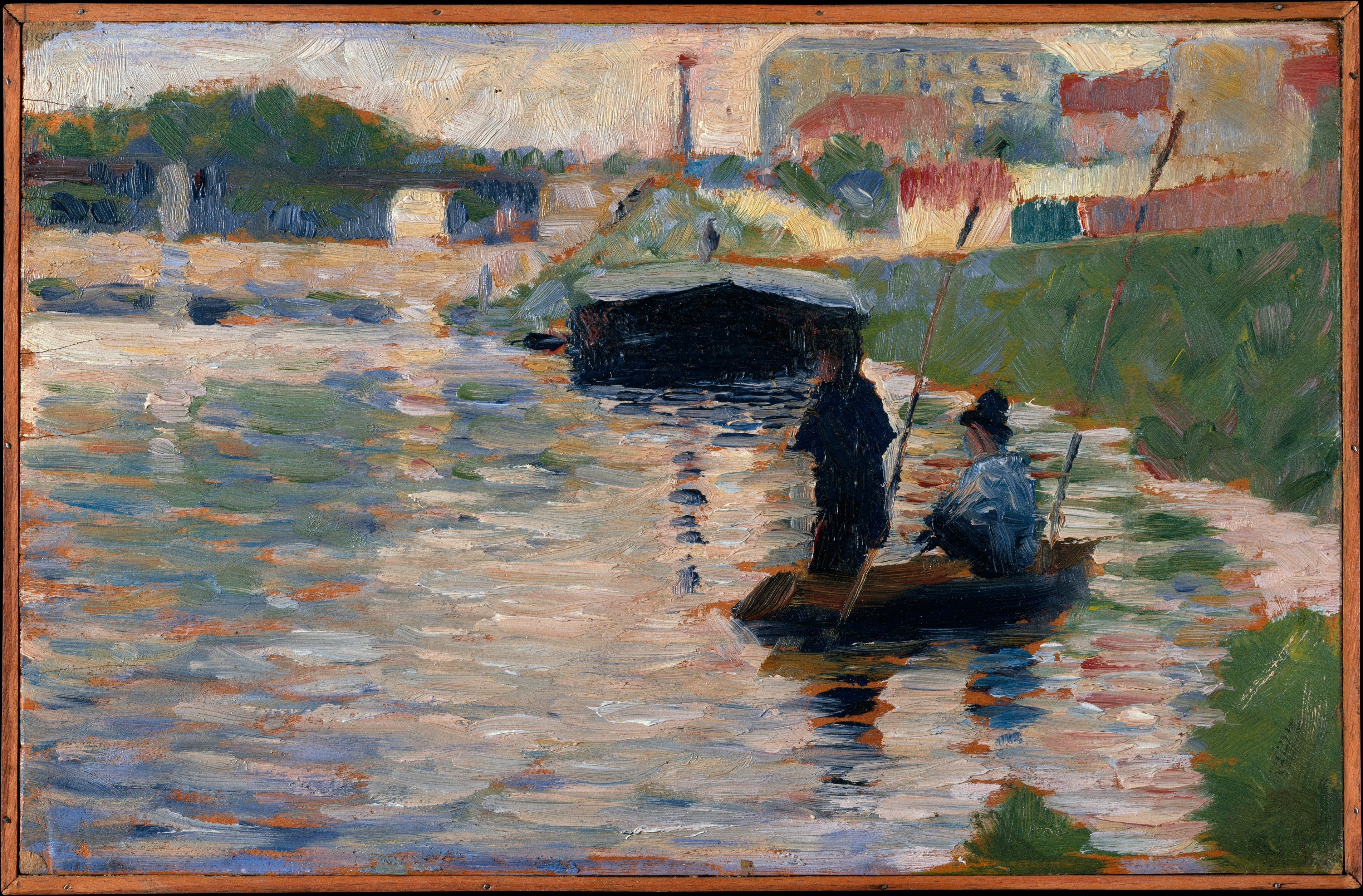
Blik op de Seine, 1882, Metropolitan Museum of Art, New York The
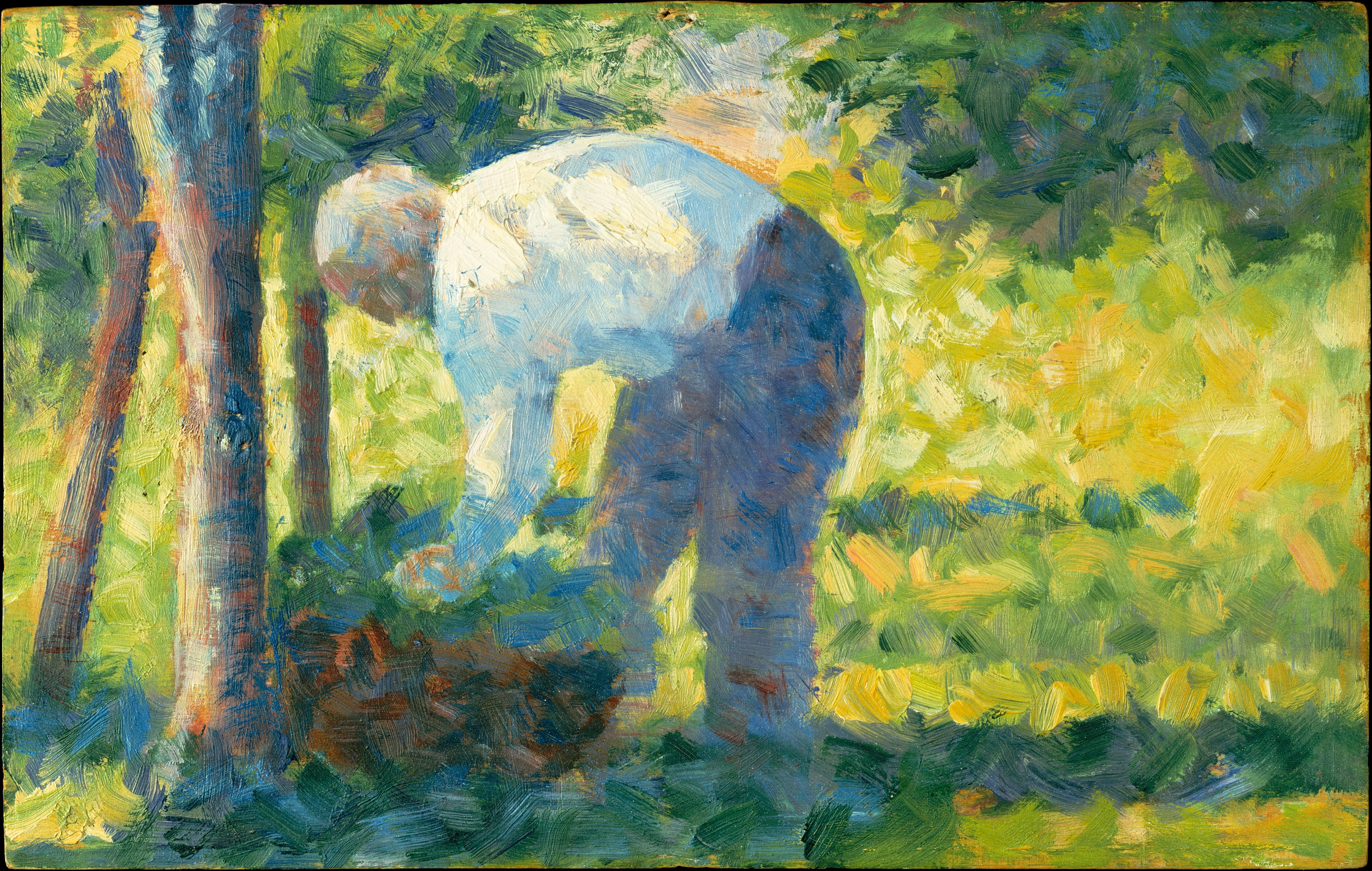
Tuinman, 1882, Metropolitan Museum of Art, New York
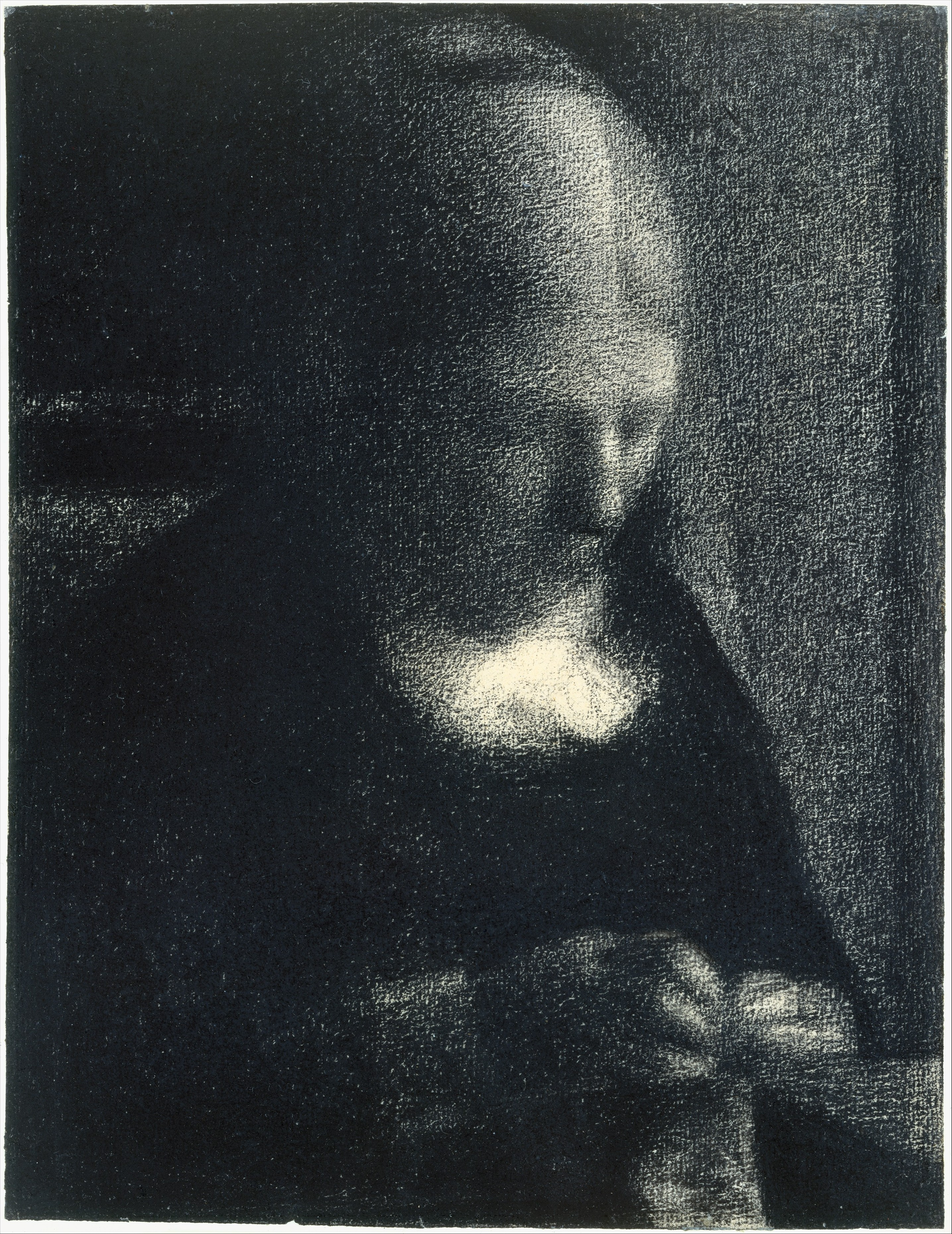
Borduurwerk (moeder van de kunstenaar), 1882-83, Metropolitan Museum of Art, New York
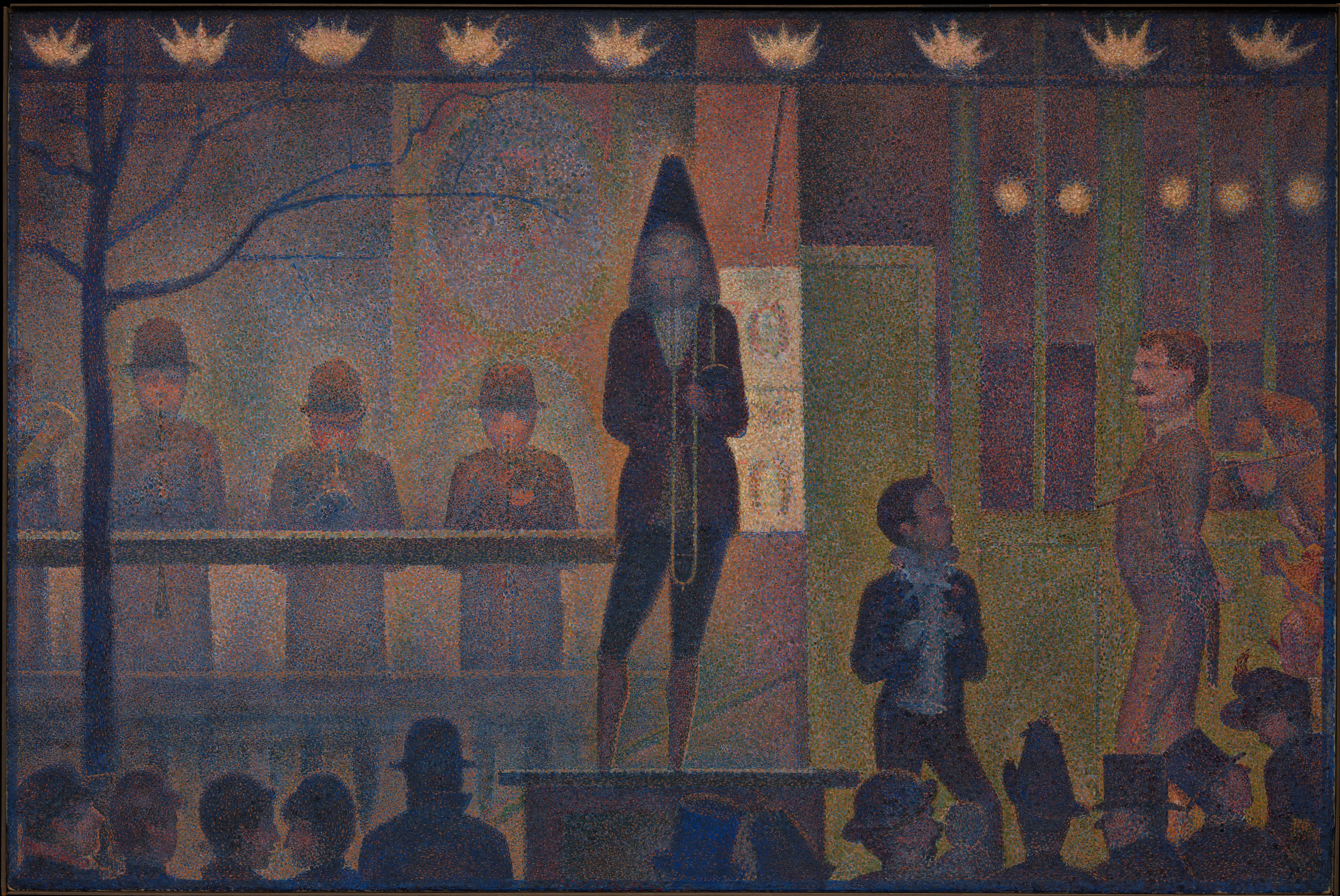
Parade de cirque, 1887, Metropolitan Museum of Art, New York

## Voetnoten
1. ↑  Georges Seurat's once-mocked painting Bathers at Asnières is both an ‘exquisite distillation of the very essence of summer’ and ‘a modern wonder in the art of seeing’, BBC Culture, 13 augustus 2025

- Bibsys: 90124383
- Biblioteca Nacional de España: XX902668
- Bibliothèque nationale de France: cb119245567 (data)
- Catàleg d'autoritats de noms i títols de Catalunya: 981058517356506706
- CiNii: DA02258383
- Gemeinsame Normdatei: 118613502
- International Standard Name Identifier: 0000 0001 0855 9616
- KulturNav: 12cf0fc6-caca-44d9-aad5-13edae9a4ef9
- Library of Congress Control Number: n79129009
- Nationale Bibliotheek van Letland: 000249814
- MusicBrainz: a927693c-23eb-4fd1-a9c8-dd83ed048a27
- Bibliotheek van het Japanse parlement: 00456158
- Nationale Bibliotheek van Tsjechië: jn20000701590
- Nationale bibliotheek van Australië: 35766760
- Nationale Bibliotheek van Israël: 987007296761405171
- Nationale Bibliotheek van Polen: a0000001805117
- Nationale en Universitaire bibliotheek Zagreb: 000083282
- Nederlandse Thesaurus van Auteursnamen: 06988952X
- RKD-Nederlands Instituut voor Kunstgeschiedenis: 72100
- Istituto Centrale per il Catalogo Unico: BVEV008294
- LIBRIS: 304545
- Système universitaire de documentation: 02734293X
- Trove: 1077915
- Union List of Artist Names: 500008873
- Virtual International Authority File: 24608076
- WorldCat: E39PBJtmrQqDV44JFf3C4QckjC